# 립스틱 (드라마)
《립스틱》(リップスティック)은 일본의 후지 TV에서 1999년 4월 12일부터 6월 28일까지 방영된 12부작 드라마이다.
각본은 노지마 신지가 담당했고, 미카미 히로시, 히로스에 료코 등이 출연하였다.

## 캐스팅
유우 아키라(有明) ： 미카미 히로시(三上博史)
32세.청소년감호소에서 근무하는 법무교관.어렸을 때 꿈은 화가였는데 그 꿈을 포기하고 교관이 되었다 하지만 지금도 틈틈이 교외에 나가 스케치를 한다 형의 부인이었던 치히로를 짝사랑하지만 아이와 만나면서부터 조금씩 변하기 시작한다
하야카와 아이(早川藍) ： 히로스에 료코(広末凉子)
18세.레코드점에서 친구를 폭행한 혐의로 감호소에 들어와있다 자신의 집에 혼자놔둔 고양이 슈 때문에 여러번 탈출을 시도하지만 실패한다 유우와 만나면서 그에게 조금씩 마음의 문을 열기 시작한다
카사이 다카오(葛西孝生)：이시다 잇세이(いしだ老成)
22세.신입법무교관으로 정열을 가지고 일하고 있다 처음 맡은 사건인 안나의 자살 미수 사건으로 그녀에게 동정심을 갖는다 착하고 순수한 청년.
사와무라 유키노(澤村雪乃)：타나카 미나토(田中美奈子)
30세.유우의 동료교관.일을 이성적으로 해결하는 스타일.감호소의 천재소년이자 미이케 안나의 남자친구인 코우키의 담당교관을 맡게 되면서 그에 대한 비밀을 조심스럽게 캐나간다
이가와 마시로(井川眞白)：이케와키 치즈루(池脇千鶴)
17세.모범생이었지만 새 아버지가 어머니를 때리는 것을 보고 아버지를 계단에서 밀어 상해를 입힌 죄로 감호소에 들어와 있다 어머니를 끔찍히 아끼는 효녀.
미이케 안나(三池安奈)：나카무라 아이미(中村愛美)
17세.원조교제를 한 혐의로 감호소에 들어와 있다 역시 감호소에 들어와있는 코우지를 사랑하고 있고 그를 위해서라면 뭐든지 하려 한다. 부정적인 성격이지만 자신을 위해 애써주는 타카오를 보고 그에게 마음의 문을 열게 된다
마츠다 에리코(松田惠理子)：이토 아유미(伊藤步)
18세.아이와 한방을 쓰고 있는 소녀.난폭해 보이지만 근본은 착하고 순수하다 첫사랑의 남자를 잃지 않기 위해 친구들을 밀고했다
스즈오 고바토(鈴丘小鳩)：마가라 가나코(眞柄佳奈子)
14세.아이와 같은 방을 쓰는 4명의 소녀 중 한 사람으로 가장 나이가 어리다 외동딸이고 집도 부유하지만 학교에 가지 않으려고 하는 둥 사회에 적응을 하지 못한다 역시 이 감호소에서도 항상 말없이 친구들을 지켜보고만 있다 별명은 폿포.
마키무라 코우키(牧村紘毅)：쿠보즈카 요스케(窪塚洋介)
18세.안나에게 원조교제를 강요한 혐의로 들어와 있다 아이큐 170에 스포츠도 만능인 천재소년.카리스마가 있어 감호소내의 남자기숙사에서도 묘하게 사람들을 이끈다
구와타 치히로(桑田千尋)：아소 유미(麻生祐未)
32세.유우의 죽은형의 애인.플롯 연주자.죽은 형을 아직도 잊지 못해 시계를 형이 교통사고를 당한 시점에 맞춰놓고 있다

## 제작진
- 각본 - 노지마 신지
- 프로듀서 - 스기오 아쓰히로
- 연출 - 사와다 겐사쿠, 나가야마 고조, 나카에 이사무
- 음악 - 요시마타 료, 고즈 히로유키

## 시청률
- 1화 : 19.4%
- 2화 : 19.4%
- 3화 : 17.5%
- 4화 : 14.6%
- 5화 : 15.3%
- 6화 : 15.0%
- 7화 : 15.9%
- 8화 : 15.6%
- 9화 : 15.1%
- 10화 : 15.5%
- 11화 : 14.9%
- 12화 : 17.4%
- 평균 : 16.3%